# 今澄勇
今澄 勇（いまずみ いさむ、1913年（大正2年）6月12日 - 1997年（平成9年）11月17日）は、昭和期の日本の政治家、経済評論家。衆議院議員（8期）。

## 経歴
山口県出身。山口高等商業学校（現山口大学）卒業。1945年、日本社会党の結党に参加した。
1947年4月の第23回衆議院議員総選挙に旧山口1区（定数4）から社会党公認で立候補し、トップで初当選した。
1951年の社会党の左右分裂では右派社会党に参加、1955年に両派は統一するも1959年に脱党し、1960年1月の民社党の結成に参加した。委員長西尾末広の下で党政策審議会長に就任。同年11月の第29回衆議院議員総選挙に立候補するも落選。
1963年の第30回衆議院議員総選挙で4番目の得票数で当選し、返り咲き。
1967年の第31回衆議院議員総選挙で落選。同年、党政策審議会長を退任。1969年の第32回衆議院議員総選挙で国政へ復帰する。
1972年の第33回衆議院議員総選挙に落選し、政界から引退する。その後は経済評論家として活動。
1983年11月の秋の叙勲で勲二等に叙され、旭日重光章を受章する。
1997年11月17日、死去した。84歳没。同年12月12日、特旨を以て位記を追賜され、死没日をもって正四位に叙された。